# Jerry Seinfeld
Jerry Seinfeld, właściwie Jerome Allen Seinfeld (ur. 29 kwietnia 1954 w Nowym Jorku) – amerykański satyryk i aktor kabaretowy (tzw. stand-up komik) pochodzenia żydowskiego.
Wraz z Larrym Davidem jest współtwórcą sitcomu Kroniki Seinfelda, który w latach 90. był emitowany przez telewizję Canal+. Współproducent i współscenarzysta Filmu o pszczołach (Bee Movie) z 2007.
Jest wegetarianinem. Posiada liczącą 46 egzemplarzy największą prywatną kolekcję samochodów Porsche na świecie.